# Эбанега, Реми
Реми Нене Эбанега Эква (фр. Rémy Nenet Ebanega Ekwa; род. 17 ноября 1989, Битам, Волю-Нтем) — габонский футболист, защитник. Выступал в сборной Габона.

## Клубная карьера
Реми начал карьеру в габонском клубе «Оем». Вскоре он перешёл в «Битам», с которым в сезоне 2009/10 Эбанега становится чемпионом Габона.
По итогам сезона 2011/12 Реми признаётся лучшим игроком чемпионата.
Успешные выступления габонца за клуб и сборную страны привлекли внимание французского клуба Лиги 2, «Осер». 13 июля 2012 года Реми подписал с «Осером» двухлетний контракт. За свою новую команду Реми дебютировал в матче первого тура сезона 2012/13 против клуба «Ним Олимпик». по итогам сезона габонец провёл 12 матчей за основную команду «Осера», а также 7 матчей за резервную команду.

## Карьера в сборной
Реми с 2011 года привлекался к играм сборной Габона. Он был включён в состав на Кубок африканских наций 2012, на котором Реми принял участие в двух матчах.
Эбанега попал в заявку сборной Габона для участия в Олимпийских играх 2012 в Лондоне. На турнире не провёл ни одной игры.

## Достижения

### Командные

#### «Битам»
- Чемпион Габона: 2009/10

### Личные
- Лучший игрок чемпионата Габона: 2011/12